# فرودگاه گرند سنترال
فرودگاه گرند سنترال (به انگلیسی: Grand Central Airport) یک فرودگاه همگانی با کد یاتا GCJ است که یک باند فرود آسفالت دارد و طول باند آن ۱۸۳۰ متر است. این فرودگاه در شهر ژوهانسبورگ کشور آفریقای جنوبی قرار دارد و در ارتفاع ۱۶۲۴ متری از سطح دریا واقع شده‌است.